# Сорренти, Марио
Марио Сорренти (род. 24 октября 1971) — фотограф и режиссёр, больше всего известный своими фотосъёмками обнажённых моделей для страниц таких журналов как Vogue и Harper’s Bazaar.

## Биография
Сорренти родился в Неаполе, Италия, но переехал в Нью-Йорк, когда ему было десять лет, где он проживает и по сей день. Его мать, Франческа Сорренти, — рекламный агент из Нью-Йорка. Работы Марио Сорренти выставлялись в Лондоне (Музей Виктории и Альберта), Париже, Монако и Нью-Йорке (Нью-Йоркский музей современного искусства). Он занимался кампаниями и режиссировал рекламы для Calvin Klein и снимал Кэйт Мосс для Calvin Klein Obsession ads. Также, он работал с Lancôme, Paco Rabanne, Benetton и Pirelli Calendar в 2012 году. На данный момент он работает эксклюзивно с агентством Art Partner.
Также Сорренти занимался фотографиями нескольких музыкальных релизов, самые известные из которых — альбом Шакиры Fijacion Oral Vol. 1, а также альбом R&B исполнителя Максвелля Embrya и сольный альбом бас-гитариста британской группы Duran Duran Джона Тейлора. Его первым музыкальным проектом была съёмка для альбома Twisted 1995 года рок-группы Del Amitri.
Старший брат модного фотографа Давиде Сорренти, фотографа эпохи "героинового шика" и умершего под её конец в феврале 1997 от болезни почек. О его увлечении фотографией Марио написал книгу.
- The Machine, Steidl/Editions, 2001. ISBN 3-88243-793-6

## Видеография
- 2004: Джон Мейер — «Daughters»